# Eva Mozes Kor
Eva Mozes Kor (ur. 31 stycznia 1934 w Porț, zm. 4 lipca 2019 w Krakowie) – amerykańska aktywistka pochodzenia żydowskiego, więźniarka obozu Auschwitz, ocalała z Holocaustu, jedna z tzw. bliźniaczek doktora Mengelego. 

## Życiorys
Do Auschwitz trafiła jako dziecko, miała wtedy dziesięć lat. Ona i jej siostra Miriam zostały wyselekcjonowane jako bliźniaczki do grupy dzieci przeznaczonych do badań medycznych dr Josefa Mengele. Siostry przeżyły obóz, a po wojnie powróciły do Rumunii i zamieszkały z ciotką w Klużu. Ich rodzice i dwie starsze siostry zginęły. W 1950 roku obie wyemigrowały do Izraela i mieszkały w Hajfie. Eva Mozes ukończyła szkołę rolniczą. Podczas służby wojskowej została starszym sierżantem w Korpusie Inżynieryjnym. W 1960 wyszła za mąż za Amerykanina Michaela Kora, z którym wyemigrowała do Stanów Zjednoczonych.
W 1984 roku wspólnie z siostrą odnalazła niektóre żyjące ofiary eksperymentów doktora Mengele i założyła organizację CANDLES („Children of Auschwitz Nazi Deadly Lab Experiments Survivors”). Pierwsze spotkanie organizacji, liczącej wówczas sześć osób, odbyło się w Auschwitz 27 stycznia 1985 roku, w 40. rocznicę wyzwolenia obozu. W ciągu kilku następnych lat odnaleziono 122 żyjące ofiary eksperymentów doktora Mengele na bliźniętach. Jej siostra Miriam zmarła w 1993 roku. W 1995 roku w Auschwitz wygłosiła deklarację, w której przebaczała nazistom i doktorowi Mengele.
Wystąpiła w wielu filmach dokumentalnych; była też współproducentką filmu C.A.N.D.L.E.S.: The Story of the Mengele Twins (1990).
Zmarła z przyczyn naturalnych w wieku 85 lat w hotelu Holiday Inn w Krakowie, do którego przyjechała po raz 25 z grupą amerykańskich studentów i badaczy skupionych wokół CANDLES Holocaust Museum, których oprowadzała po Auschwitz.

## Publikacje
- Eva Mozes Kor, Lisa Rojany Buccieri, Przetrwałam. Życie ofiary Josefa Mengele, przeł. Teresa Komłosz. Prószyński i S-ka, Warszawa 2014, ISBN 978-83-7839-704-5[a][6]